# Dendrobates captivus
Dendrobates captivus (tên tiếng Anh: Rio Santiago Poison Frog) là một loài ếch thuộc họ Dendrobatidae. Đây là loài đặc hữu của Peru. Môi trường sống tự nhiên của chúng là rừng ẩm vùng đất thấp nhiệt đới hoặc cận nhiệt đới. Trong vòng một thập kỷ qua, nó được đưa vào danh lục các loài bị đe doạ.